# Game of Death II
Game of Death II (Juego con la Muerte II también conocida como la Torre de la Muerte (en chino: zh-T | T =死亡塔)), es una película de artes marciales de Hong Kong, estrenada en 1981 como una secuela de la película parcialmente terminada Juego con la muerte de Bruce Lee. Debido a la prematura muerte de Lee en 1973, la película utiliza algunas películas antiguas a traves de material de archivo, en su mayoría como Enter the Dragon.
Aparte de el doblaje en inglés al personaje de "Bruce Lee" se le da el nombre de "Billy Lo", sin embargo esta película parece que no tiene ninguna conexión con la versión de Robert Clouse estrenada en 1978.

## Argumento
Billy Lo intenta descubrir la verdad detrás de la muerte de su amigo Chin Ku (Ching Wong Lei). Aunque se dice que murió de una enfermedad, muchos sospechan que fue asesinado por una organizacion. Cuando Billy va al funeral de Ku, un helicóptero aparece y se roba el ataud. Billy intenta impedir el robo, pero es asesinado por el piloto. Cuando Bobby Lo (Tong Lung), el hermano menor de Billy, se da cuenta de los acontecimientos, decide investigar y deja a su maestro budista. Muy pronto, llega al Palacio de la Muerte, donde se gana una improbable amistad con un hombre cruel y despiadado experto en artes marciales con el nombre de Lewis (Roy Horan). Sin saberlo a Bobby, su nuevo amigo, es también maestro del palacio. Pronto, el maestro es brutalmente asesinado dejando a Bobby se enfrentan a peligros en "La Torre de la Muerte" una antigua torre que fue levantada bajo tierra.

## Material de archivo
En algunas escenas se utilizan escenas de:
- El furor del dragón.
- Operación Dragón.

## Reparto ( 1981)
| Personaje | Actor Original (EE. UU.)        | Actor de voz (España) | Actor de voz (Hispanoamérica) |
| --------- | ------------------------------- | --------------------- | ----------------------------- |
| Billy Lo  | Bruce Lee (†) Tai Chung Kim (†) | Salvador Vidal        | Carlos Gómez (¿?)             |
| Bobby lo  | Tai Chung Kim (†)               | Salvador Vidal (¿?)   | Carlos Gómez (¿?)             |
| Lewis     | Roy Horan                       | Felipe Peña           |                               |
| Abbot     | Roy Chiao (†)                   | José Luis Sansalvador |                               |